# Phare de Point Reyes
Le phare de Point Reyes est un phare maritime situé à la pointe du cap de Point Reyes dans le golfe des Farallones sur les côtes du nord de la Californie aux États-Unis.
Il a été en service de 1870 à 1975. Il est classé au Registre national des lieux historiques depuis le 3 septembre 1991.

## Histoire
Un phare avait été projeté à Point Reyes en 1855, mais la construction a été retardée de quinze ans en raison d'un différend entre le United States Lighthouse Board et les propriétaires fonciers au sujet d'un juste prix pour le terrain.
Il a été le lieu de tournage de Fog, film américain de John Carpenter sorti en 1980.

## Description
Le phare est une tour conique à seize pans, de 11 m de haut, un jumeau du phare du cap Mendocino. La première lentille de Fresnel de 1er ordre fut allumée le 1er décembre 1870. L'électricité arriva au phare en 1938 et des escaliers en béton furent construits dans la falaise en 1939.
La station fut automatisée en 1975. Il émet, à une hauteur focale de 81 m, un éclat blanc toutes les 5 secondes. Sa portée est de 21 milles nautiques (environ 39 km).
Identifiant : ARLHS : USA-636 - Amirauté : G4356 - USCG : 6-0385.

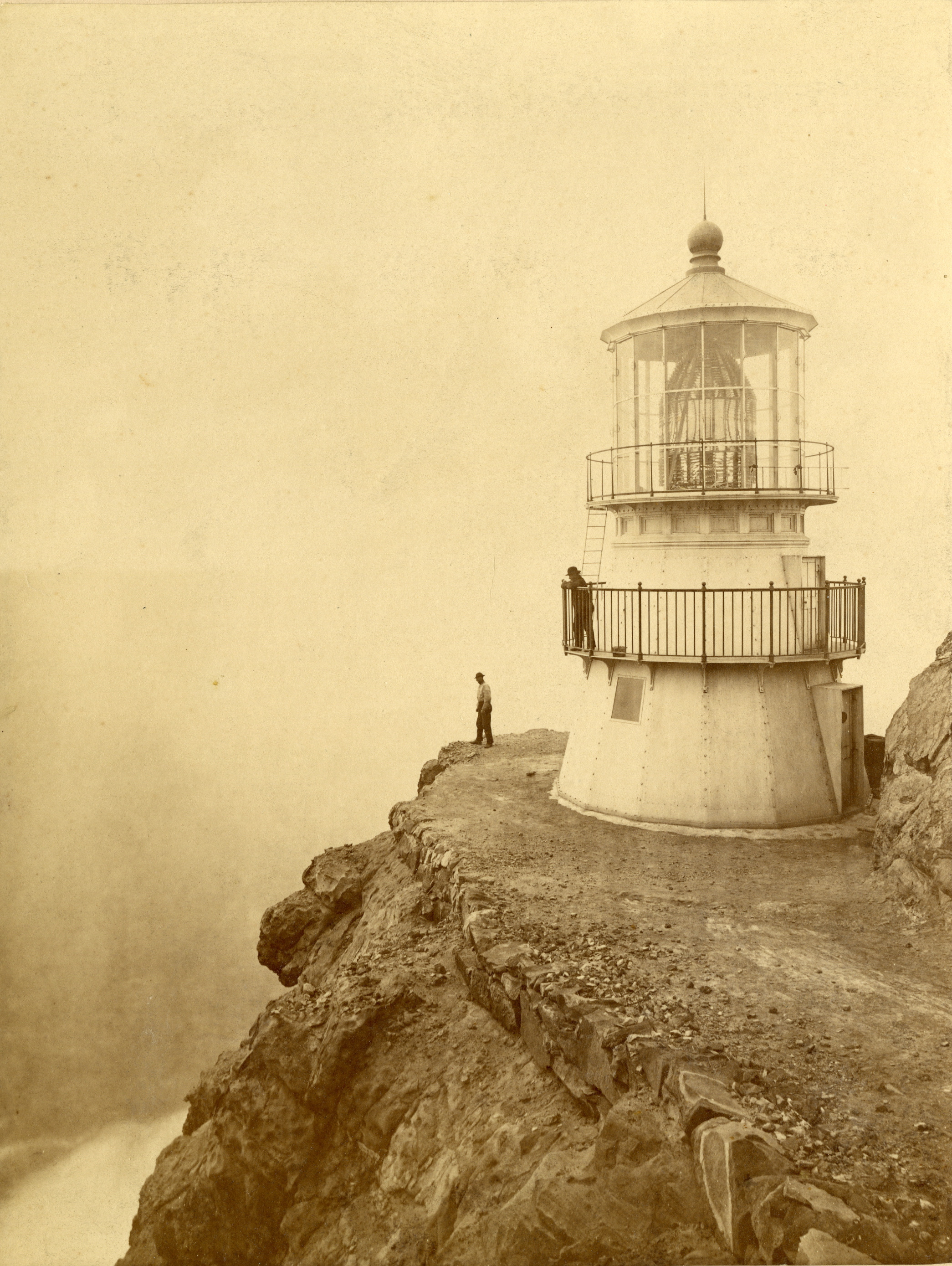
Le phare en 1872.
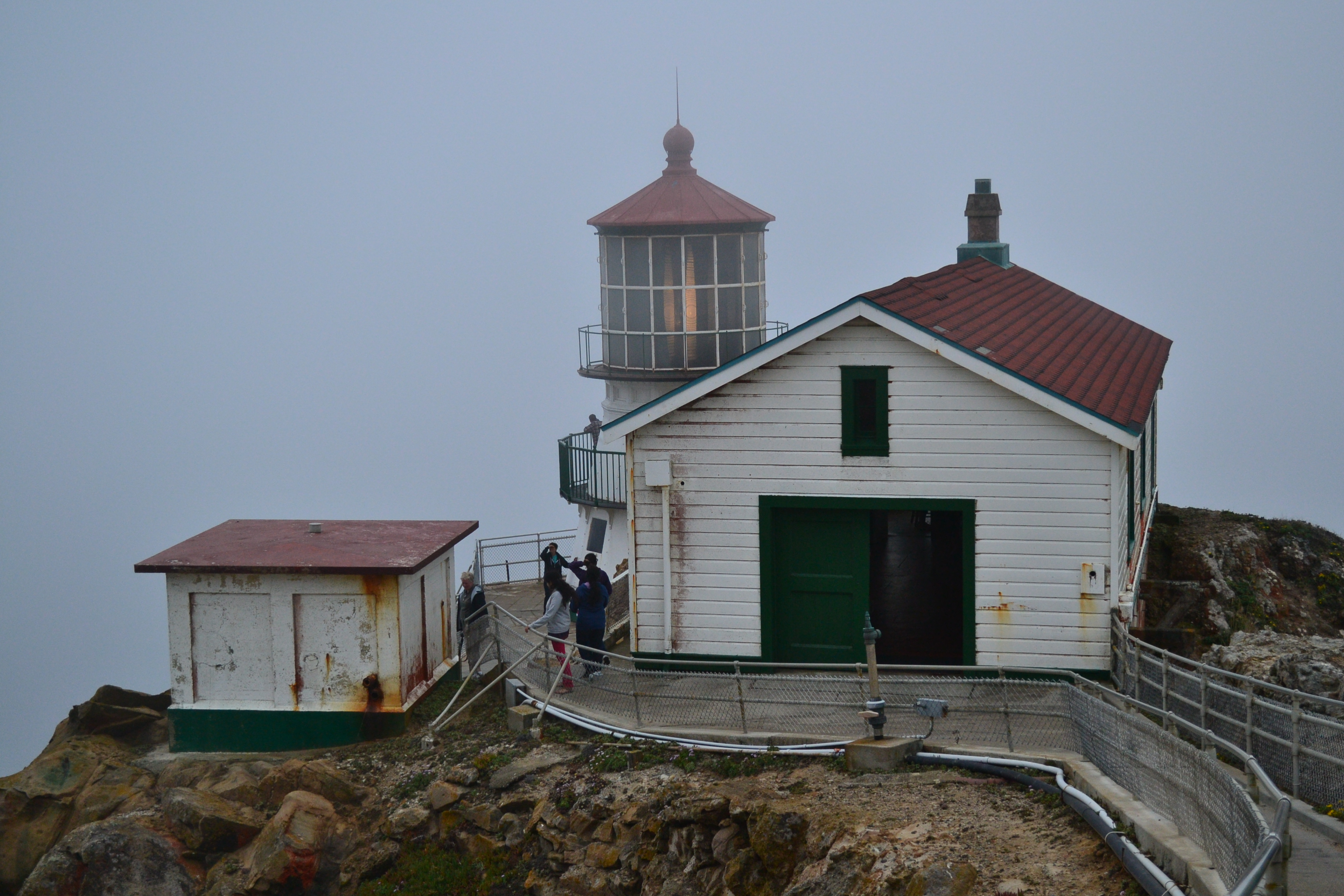
La station en 2012.
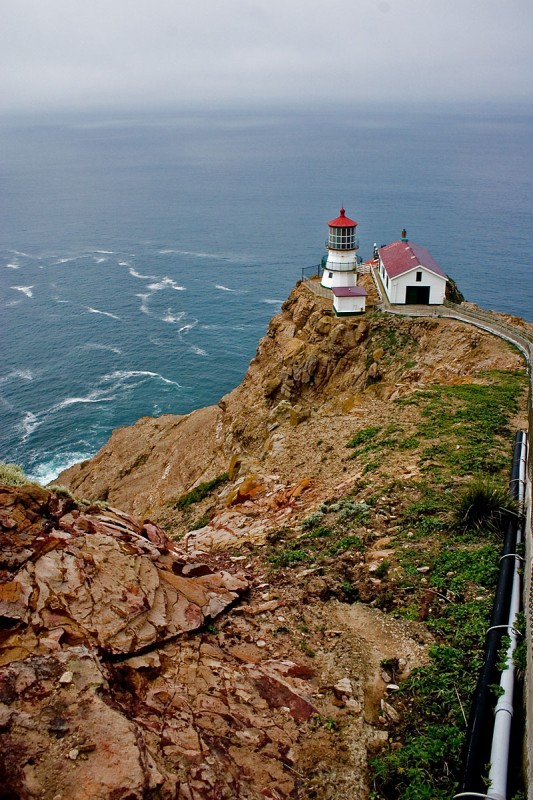
Point Reyes.
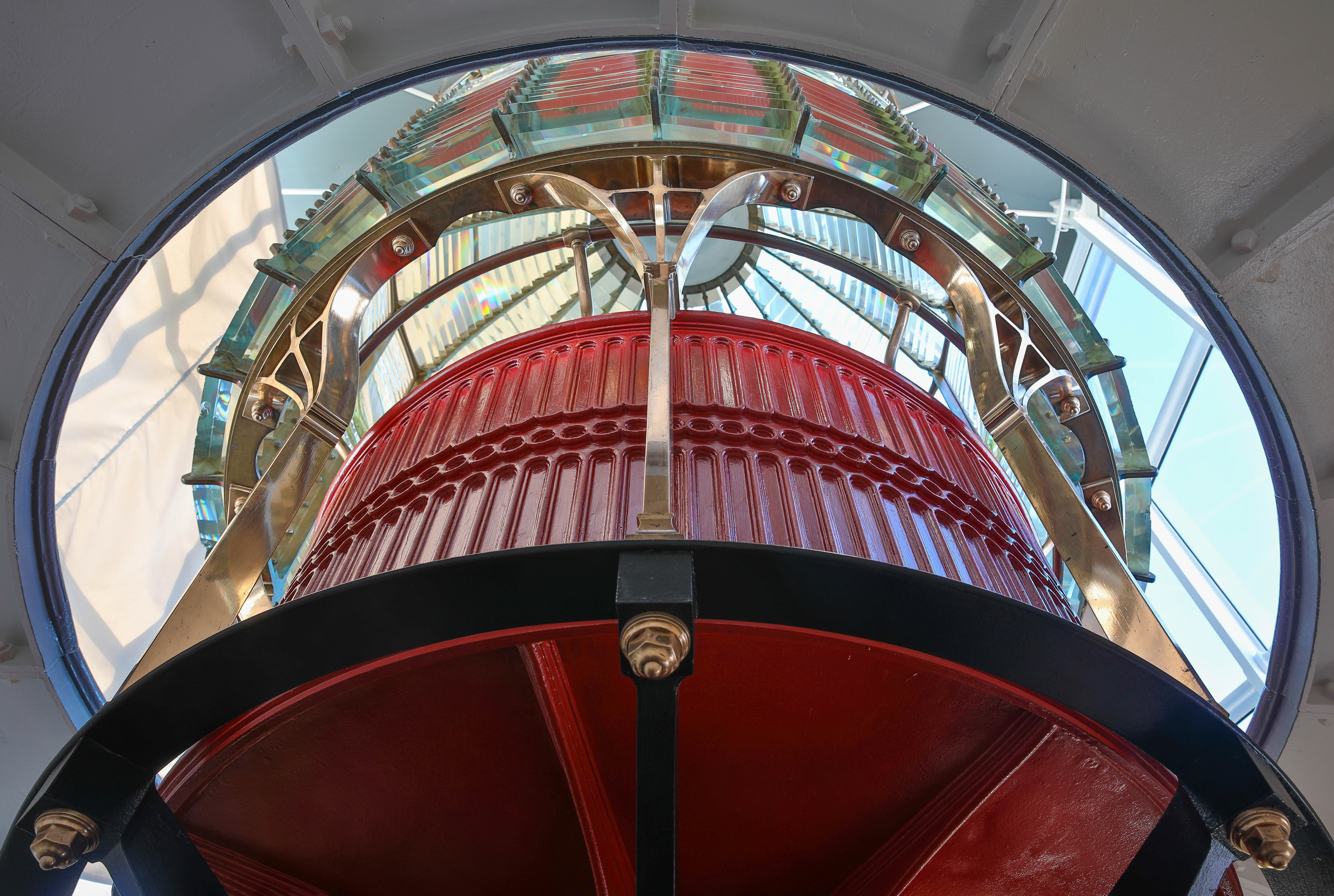
Lentille de Fresnel de premier ordre au phare de Point Reyes après restauration achevée en 2019.